# Barcelona Pops
El Barcelona Pops és un club de futbol americà de Barcelona, fundat l'any 2006. Practica la modalitat de futbol flag i competeix a la Lliga Catalana de futbol flag Open, aconseguint guanyar les tres primeres edicions, 2006, 2007 i 2008. També celebra diverses iniciatives lúdiques relacionades amb el món del futbol americà.

## Palmarès
- 3 Lligues Catalanes de futbol flag: 2005-06, 2006-07, 2007-08